# Pałac prezydencki w Duszanbe
Pałac prezydencki w Duszanbe (tadż. Қасри Миллат, również pod nazwą Pałac Narodów) – neoklasycystyczny czterokondygnacyjny budynek w centrum Duszanbe, stolicy Tadżykistanu, zaprojektowany i wybudowany  przez firmę Codest International.
Jest oficjalną siedzibą administracji rządowej oraz rezydencją prezydenta Tadżykistanu, w której przyjmuje on szefów rządów oraz głowy państw przebywających w kraju podczas oficjalnych wizyt. Pałac jest częścią kompleksu, który obejmuje Plac Flag, Park Rudaki, Muzeum Narodowe i kilka innych budynków. Naprzeciwko gmachu parlamentu znajduje się natomiast Biblioteka Narodowa Tadżykistanu. Cały kompleks zajmuje powierzchnię ponad 9 ha, a jego budowa trwała kilka lat. Koszty jego budowy wycenia się na około 300 milionów dolarów. By pałac mógł powstać, wyburzono część XIX-wiecznej synagogi oraz wysiedlono kilkaset rodzin. Budowla przykryta jest złotą kopułą, ozdobiona przyciemnianymi oknami i 64 doryckimi kolumnami.
Pałac przedstawiono graficznie na rewersie banknotu o nominale 500 somoni. Zbudowano go na cześć Ismaila I Samanidy, tadżyckiego władcy z dynastii Samanidów.